# اعلان جنگ (فیلم)
«اعلان جنگ» (فرانسوی: La Guerre est déclarée‎) فیلمی در ژانر درام، کمدی، و کمدی-درام به کارگردانی والری دونزلی است که در سال ۲۰۱۱ منتشر شد. از بازیگران آن می‌توان از والری دونزلی، ژرمی الکایم، الینا لوونسن و جنیفر دکر نام برد.